# Morten Kühne
Morten Kühne (* 1972 in Bad Pyrmont) ist ein deutscher Drehbuchautor und Kameramann. Seit November 2009 ist Kühne Chef des sechsköpfigen Autorenteams der heute-show, nachdem er von Beginn der heute-show im Mai 2009 an nur als Autor tätig gewesen war; er löste als Headautor David Flasch ab, der von da an als Produzent tätig war.

## Lebenslauf
Kühne legte 1991 sein Abitur in den Leistungskursen Musik und Physik am Viktoria-Luise-Gymnasium in Hameln ab. Nach einem abgebrochenen Studium der Germanistik in Heidelberg beschäftigte sich Kühne zunächst als Kameramann bei Tourenwagenrennen und Truck-Racings. Seit 2000 ist er als Comedy- und Gagautor aktiv und schrieb in der Vergangenheit unter anderem für Pastewka unterwegs, Ladykracher, Maddin in Love, Fröhliche Weihnachten mit Wolfgang & Anneliese, Switch reloaded und Krügers Woche. Außerdem beteiligte er sich an Bühnenprogrammen von Rüdiger Hoffmann und Oliver Polak.

## Veröffentlichungen
- Oliver Welke, Morten Kühne: heute-show. Das Buch. Rowohlt, Berlin 2011, ISBN 978-3-87134-699-6.